# 文化柳氏
文化柳氏，是高麗與朝鲜時代一個尊貴姓氏，出自現在朝鲜黄海南道新村縣。
早在公元十世紀氏族的祖先柳車達是有功於擊敗顛覆高麗王朝的勢力，加上本人對高麗太祖忠誠服務，獲賜大丞公頭銜。
直到最近，有人認為車姓與他們有同一血缘，然而，歷史學家已經證明，這是實際上是一個錯誤。